# Thaicom 5
Thaicom 5 ist ein thailändischer Fernsehsatellit der Thaicom Serie und 1991 gegründeten Shin Satellite Public Company Limited, einem Tochterunternehmen der Shin Corporation mit Sitz in Thailand. Die Shin Satellite Public Company Limited heißt heute Thaicom Public Company Limited.
Der auf drei Achsen stabilisierte Satellit verfügt über  25 Transponder auf dem C-Band und 14 Transponder auf dem Ku-Band. Die Ku-Band Transponder sind sowohl gerichtet als Beam, wie auch zur Breitbandversorgung schaltbar. Damit erreicht der Satellit Asien, Europa, Australien und Afrika. Vornehmlich ist er aber für den DTH-Service für Thailand gedacht. Die Transponder sind mit Sendern aus Thailand, Laos, Kambodscha, Myanmar, Indien, Pakistan, Nordkorea und weiteren Sendern aus Südasien und Ostasien belegt. Der Satellit wurde für mehr als 12 Jahre Betriebsdauer ausgelegt.
Thaicom 5 ist auf 78,5° Ost positioniert. 2014 wurde Thaicom 6 mit ihm kopositioniert.